# Гильтине
Гильтине (лит. Giltinė — «смерть», «символ смерти», латыш. giltens, dziltine) — в литовской мифологии — богиня смерти, скелет с косой, который ходит по свету, удавливая людей или сворачивая им шею во время различных повальных болезней.
В источниках XVII века Гильтине рассматривалась как богиня чумы, а в фольклоре и поверьях — как дух смерти. Немецкий историк XVII века М. Преториус относил её к числу богов гнева и несчастья.
Гильтине упоминалась в описаниях погребальных обрядов. Её основным атрибутом была коса.
По мнению Преториуса, богиня Гильтине была известна и пруссам.